# Kendall Applegate
 (juin 2025).
Si vous disposez d'ouvrages ou d'articles de référence ou si vous connaissez des sites web de qualité traitant du thème abordé ici, merci de compléter l'article en donnant les références utiles à sa vérifiabilité et en les liant à la section « Notes et références ».
Pour les articles homonymes, voir Applegate.
Kendall Applegate est une actrice américaine née le 12 mars 1999 à Versailles, Kentucky, États-Unis.

## Biographie

### Carrière
Elle joue dans les saisons 5 à 8 de Desperate Housewives dans laquelle elle incarne Penny Scavo, la fille de Lynette Scavo (Felicity Huffman) et Tom Scavo (Doug Savant), mais elle a aussi joué dans Super Kids (2009), et dans Ranger Rob: The Movie (2010).

## Filmographie

### Cinéma
- 2009 : Super Kids (Opposite Day) de  R. Michael Givens : une enfant agent de circulation
- 2010 : Ranger Rob: The Movie (court métrage) de  Tim Balko : Jeune campeuse

### Télévision

#### Séries télévisées
- 2007 : Talkshow with Spike Feresten (en) : Sky (saison 1, épisode 15)
- 2008-2010 : Desperate Housewives : Penny Scavo (47 épisodes)